# Bösleben-Wüllersleben
Bösleben-Wüllersleben är en kommun i Ilm-Kreis i förbundslandet Thüringen i Tyskland.
Kommunen ingår i förvaltningsgemenskapen Riechheimer Berg tillsammans med kommunerna Alkersleben, Dornheim, Elleben, Elxleben, Osthausen-Wülfershausen och Witzleben.